# Bound 2
A Bound 2 Kanye West amerikai rapper dala, amely az utolsó szám volt Yeezus (2013) című hatodik stúdióalbumán. West és Che Pope volt a producere, illetve Eric Danchick, Noah Goldstein, No ID és Mike Dean is végzett rajta munkát. A dalon hallható Charlie Wilson amerikai énekes is és az album második kislemezeként jelent meg. A Bound 2 ezek mellett feldolgozza a Ponderosa Twins Plus One Bound című dalát, illetve az „Uh-huh, honey” és az „Alright” sorokat Brenda Lee Sweet Nothin’s című dalából. Hallható még a kislemezen feldolgozva a Wee Aeroplane (Reprise) dala, amelyet Charlie Wilson énekel.
A Bound 2-t méltatták a zenekritikusok, akik kiemelték, mint az egyik legjobb dal az albumról. Sokan hasonlították West első stúdióalbumához, a soul-inspirált The College Dropouthoz (2004). A dal 55. helyig jutott a Brit kislemezlistán és 12. volt a Billboard Hot 100-on. Két díjra is jelölték az 57. Grammy-gálán, a Legjobb rapdal és a Legjobb rap/ének közreműködés kategóriában. West előadta a dalt a Later... with Jools Holland és a The Tonight Show Starring Jimmy Fallon műsorán.

## Háttér és kompozíció
2013. június 1-én West bemutatta hatodik stúdióalbumának, a Yeezusnak az albumborítóját és 13 másodpercet a Bound 2 című kislemezből. Az albumról összesen három dalt mutatott meg a lemez megjelenése előtt, a másik kettő a New Slaves és a Black Skinhead.

A Bound 2-ban sok soul hangminta szerepel, amely West korai munkásságára emlékeztet, például a The College Dropout című albumához. A dal főként a Ponderosa Twins Plus One soul együttes Bound című száma köré van építve, amely a csoport 1971-es 2 + 2 + 1 = Ponderosa Twins Plus One albumán jelent meg. Ezek mellett feldolgoz még olyan dalokat, mint a Norman Whiteside által szerzett Aeroplane (Reprise), míg az „Uh-huh, honey” és az „Alright” sorokat Brenda Lee Sweet Nothin’s című dalában lehetett korábban hallani. Lee a következőt mondta a hangmintáról, miután hallotta:
Ahogy mondtam, mindig jó mikor elismernek. Nagyon sok jót mond Ronnie Selfről is, aki a dalt írta. Hogy 50 évvel megírása után valaki Kanye táborában ismerte a dalt és azt mondta „Használjuk.” Ez egy dicséret Ronnie-nak.
Rick Rubin a következőt mondta a dalról egy Rolling Stone-nal készített interjúban:
Az egész dalt a fő hangminta nélkül írtuk meg, eléggé az utolsó pillanatban volt. Elég sok R&B-elem volt benne. Kanye azt mondta nekünk, hogy „Vegyetek ki belőle, amit akartok, de ne adjatok hozzá semmit.” És így... „Oké.” Az előtt együtt meghallgattuk a mintát és azt gondoltuk „Hmm, talán valahogy bele tudjuk integrálni ezt a dalba.” Szóval elkezdtünk rajta dolgozni, hogy hogyan adjuk hozzá a mintát a dalhoz, majd annyi mindent kivettünk belőle, amennyit lehetett, majd a refrénbe elkezdtük visszavenni ezt a csúnya, eltorzított basszus-hangot. [...] Ez volt az ötlet a refrén mögött: Fogjuk ezt az R&B-dolgot és csináljuk belőle ezt a post-punk, edge dolgot. A szöveg, amit írt annyira jó volt és vicces. EGy nagyon jó felvétel lett belőle. A hangminta nagyon jó.

## Díjak és jelölések
| Év   | Díjátadó                    | Díj                               | Eredmény | For.  |
| ---- | --------------------------- | --------------------------------- | -------- | ----- |
| 2013 | Antville Music Video Awards | Legjobb hiphopvideó               | Jelölve  | [ 7 ] |
| 2014 | MuchMusic Video Awards      | Az év nemzetközi videója – Előadó | Jelölve  | [ 8 ] |
| 2015 | Grammy-díj                  | Legjobb rap/ének közreműködés     | Jelölve  | [ 9 ] |
| 2015 | Grammy-díj                  | Legjobb rapdal                    | Jelölve  | [ 9 ] |

## Közreműködő előadók
| - Delbert Bowers – keverési asszisztens - Eric Danchick – további produceri munka - Mike Dean – basszusgitár, gitár, dalszerző, további produceri munka - Robert Dukes – dalszerző - Nabil Essemlani – asszisztens hangmérnök - Chris Galland – keverési asszisztens - Noah Goldstein – hangmérnök, további produceri munka - Khoï Huynh – asszisztens hangmérnök - Malik Jones – dalszerző - Anthony Kilhoffer – hangmérnök - Manny Marroquin – keverés - Bob Massey – dalszerző | - No I.D. – további produceri munka - Keith Parry – asszisztens hangmérnök - Raoul Le Pennec – asszisztens hangmérnök - Ché Pope – co-producer, dalszerző - Elon Rutberg – dalszerző - Sakiya Sandifer – dalszerző - Ronnie Self – dalszerző - John Stephens – dalszerző - Kanye West – vokál, producer, dalszerző - Norman Whiteside – dalszerző - Charlie Wilson – további vokál, dalszerző - Cydel Young – dalszerző |

## Slágerlisták
| Slágerlista (2013)                   | Legmagasabb pozíció |
| ------------------------------------ | ------------------- |
| Ausztrália (ARIA)                    | 56                  |
| Belgium (Ultratip Flanders)          | 53                  |
| Belgium (Ultratop Flanders Urban)    | 44                  |
| Brit kislemezlista (OCC)             | 55                  |
| Brit R&B-lista (OCC)                 | 10                  |
| Írország (IRMA)                      | 68                  |
| Kanada (Canadian Hot 100)            | 74                  |
| Mexico Ingles Airplay (Billboard)    | 49                  |
| US Billboard Hot 100                 | 12                  |
| US Hot R&B/Hip-Hop Songs (Billboard) | 3                   |

| Slágerlista (2014)                   | Pozíció |
| ------------------------------------ | ------- |
| US Hot R&B/Hip-Hop Songs (Billboard) | 71      |

## Minősítések
| Régió                    | Minősítés       | Példányszám |
| ------------------------ | --------------- | ----------- |
| Dánia (IFPI Danmark)     | Aranylemez      | 45 000      |
| Egyesült Királyság (BPI) | Aranylemez      | 400 000     |
| Egyesült Államok (RIAA)  | 2× Platinalemez | 2 000 000   |

## Kiadások
| Régió       | Dátum                | Formátum                      | Kiadó   |
| ----------- | -------------------- | ----------------------------- | ------- |
| Világszerte | 2013. augusztus 28.  | digitális letöltés, streaming | Def Jam |
| Ausztrália  | 2013. szeptember 13. | kortárs slágerrádió           | Def Jam |